# Hellbilly Deluxe 2
Hellbilly Deluxe 2 (accompagnato dal sottotitolo Noble Jackals, Penny Dreadfuls and the Systematic Dehumanization of Cool) è il quarto album da solista del fondatore del gruppo alternative metal White Zombie, ovvero Rob Zombie. Questo album è un accompagnamento al suo album di debutto Hellbilly Deluxe. Esso è stato pubblicato il 2 febbraio 2010 dalla Roadrunner Records.

## Il disco
Rob Zombie finì di registrare l'album prima della fine del 2008, ma la pubblicazione è stata rimandata a novembre a causa dei suoi impegni con Halloween II, e ancora fino al febbraio del 2010 a causa di una mancata promozione delle vendite. Secondo Zombie, non c'era abbastanza tempo per anticipare la vendita delle copie dalla casa editrice o creare un video musicale per il primo singolo, What?, prima del loro tour.
Hellbilly Deluxe 2 è inoltre il primo album in cui Zombie lavora con la sua band del tour. I precedenti album erano scritti e registrati da Zombie stesso, con un gruppo di musicisti sempre differente. A proposito del cambiamento, Zombie ha dichiarato: "Ho sempre avuto una lista ricorrente di musicisti e una band per i tour, ma i tre ragazzi che sono nella mia band hanno suonato con me per anni. Perciò adesso stiamo formando una band. Si chiama Rob Zombie, ma ci comportiamo come una band".
A causa del recente declino dei prezzi delle vendite dei CD e dell'aumento del download digitale, Hellbilly Deluxe 2 potrebbe essere l'ultimo CD pubblicato da Rob Zombie. Zombie ha definito l'album in stile "morto" e ha dichiarato: "Tutto quel che avrai abbandonato sarà il download digitale". Come risultato da queste credenze, il formato dell'album è stato definito "il migliore". Per la creazione dell'artwork dell'album, Zombie si è affidato agli artisti Dan Brereton, Alex Horley e David Hartman. L'artista britannico Sam Shearon contribuirà anche lui alla creazione dell'artwork. Zombie cominciò a fare i tour poco prima della pubblicazione della data del disco. La prima tappa del "Hellbilly Deluxe 2 World Tour" vide presenti anche i Nekromantix e i Captain Clegg & The Night Creatures, la band immaginaria di Halloween II.
Il primo singolo, What?, venne mandato in onda sulle stazioni radio il 6 ottobre e venne pubblicata su iTunes il 13 ottobre. Un'altra nuova canzone, Burn, venne pubblicata su Rock Band il 27 ottobre insieme alle precedenti hit Dragula e Superbeast. Esse vennero poi pubblicate su Xbox Live. Burn fu più tardi pubblicata come download gratuito il 17 dicembre 2009, attraverso il sito web della band.

## Tracce

### Versione originale
1. Jesus Frankenstein – 5:21
2. Sick Bubblegum – 3:44
3. What? – 2:47
4. Mars Needs Women – 4:58
5. Werewolf, Baby! – 4:00
6. Virgin Witch – 3:38
7. Death and Destiny Inside the Dream Factory – 2:19
8. Burn – 3:04
9. Cease to Exist – 3:39
10. Werewolf Women of the SS – 3:01
11. The Man Who Laughs – 9:44

Durata totale: 46:15

### Tracce bonus su iTunes
1. What? (The Naughty Cheerleader mix) – 2:54
2. Jesus Frankenstein (Halfway to Hell and Loving It mix) – 6:18
3. Sick Bubblegum (Men or Monsters... Or Both? mix) – 5:11
4. Werewolf, Baby! (Las noches del hombre lobo remix) (solo pre-ordine[1]) – 3:53

Durata totale: 18:16

### Edizione Speciale

#### CD1
1. Devil's Hole Girls and the Big Revolution – 4:08
2. Jesus Frankenstein – 5:24
3. Sick Bubblegum – 3:41
4. What? – 2:48
5. Theme for an Angry Red Planet – 1:33
6. Mars Needs Women (senza intro) – 3:46
7. Werewolf, Baby! – 4:00
8. Everything Is Boring – 3:33
9. Virgin Witch – 3:39
10. Death and Destiny Inside the Dream Factory – 2:19
11. Burn – 3:04
12. Cease to Exist – 3:39
13. Werewolf Women of the SS – 3:02
14. Michael – 3:28
15. The Man Who Laughs (nuova versione) – 7:27

Durata totale: 55:31

#### DVD
1. Mars Needs Women – 3:45
2. School's Out (cover di Alice Cooper) – 4:36
3. Transylvanian Transmissions – 26:16

Durata totale: 34:37

## Formazione
Gruppo
- Rob Zombie – voce, testi
- John 5 – chitarra
- Piggy D. – basso
- Tommy Clufetos – batteria

Altri musicisti
- Joey Jordison – batteria (tracce 1, 8, 14 per la riedizione)
- Tyler Bates – accordo degli archi
- Chris Baseford – tastiere, programmazione

Design artistico
- Dan Brereton – Artwork
- Alex Horley – Artwork
- David Hartman – Artwork
- Sam Shearon – Artwork
- Piggy D. – Fotografia (cover inclusa)
- Rob Zombie – direzione artistica, fotografia, package design
- Wayne Toth – Makeup & fotografia
- Bart Mixon – Makeup